# Mdina
Mdina, tzv. „Tiché město“ je bývalým hlavním městem ostrova Malta. Toto středověké město leží Severním regionu v centru Malty. Ve městě je až na výjimky zakázána automobilová doprava.

## Historie
Na tomto místě se našly známky osídlení před rokem 4000 př. n. l. Poprvé bylo opevněno Féničany kolem roku 700 př. n. l., pravděpodobně pro svou strategickou polohu na nejvyšším bodě ostrova a v největší možné vzdálenosti od moře. Když se Malta dostala pod kontrolu římanů, římský guvernér si zde postavil palác. Kolem roku 60 zde měl údajně bydlet apoštol Pavel po svém vylodění na ostrovech. Své současné jméno město získalo od sicilských Arabů, kteří přišli na Maltu kolem roku 870 a kteří město důkladně opevnili a odizolovali od sousedního města Rabatu.
Silné zemětřesení roku 1693 zničilo většinu budov v Mdině. Katedrála byla poté přestavěna podle návrhu maltského architekta Lorenza Gafy.

## Památky

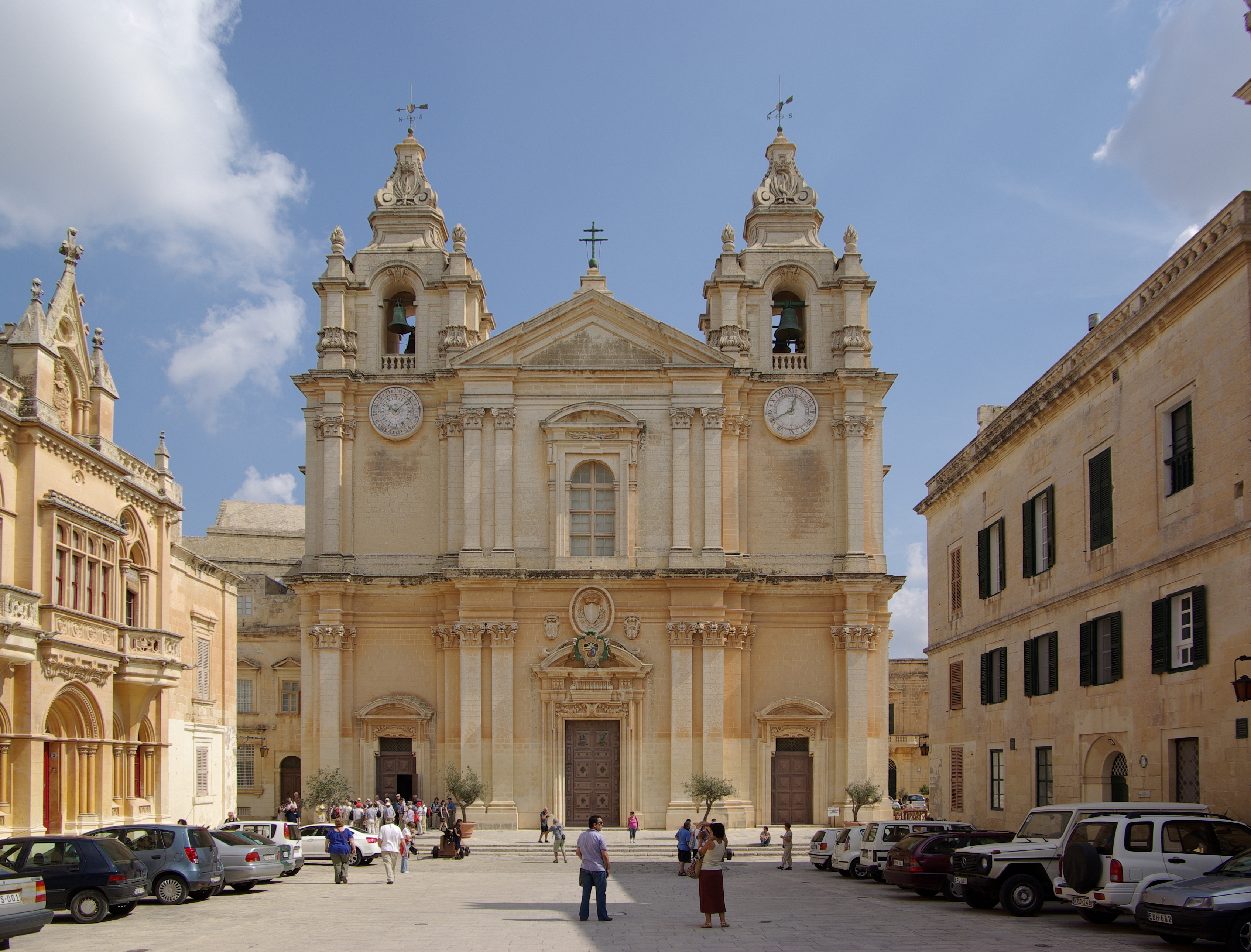
Katedrála sv. Pavla

- Katedrála sv. Pavla
- Palác Vilhena
- Palác Falzon
- Kaple sv. Agáty
- Kaple sv. Mikuláše
- Přírodovědné muzeum
- Sklepení
- Karmelitánský kostel s klášterem
- Benediktinský klášter
- Bašty